# 筑豊電気鉄道2000形電車
筑豊電気鉄道2000形電車（ちくほうでんきてつどう2000がたでんしゃ）は、かつて筑豊電気鉄道に在籍していた鉄道車両の一形式である。

## 概要
筑豊電気鉄道は開業以来、親会社の西日本鉄道（西鉄）からの乗り入れ車両だけで運行されており、自社では車両を保有していなかった。これを改め、筑豊電鉄初の自社車両として導入された電車が2000形である。
1976年（昭和51年）と1980年（昭和55年）に投入された3車体連接車2001 - 2007と、1985年（昭和60年）に投入された2車体連接車2101 - 2118の2タイプがあるが、いずれも西鉄からの譲渡車である。

## 3車体連接車
3車体連接車は各編成ともA車・B車・C車に分かれており、A車は筑豊直方側の先頭車でパンタグラフを装備する。B車は黒崎駅前側の先頭車で、C車は中間車である。
西鉄福岡市内線の第1次廃止により余剰となった1300形4編成と1200形1編成の計5編成を1976年（昭和51年）10月に譲り受け、2車体連接車の2001AB - 2005ABとして使用開始した。この5編成は翌1977年（昭和52年）10月に北九州線1000形2編成と福岡市内線1000形1両の車体を改造した中間車を組み込み、3車体連接車の2001ACB - 2005ACBとなっている。
1980年（昭和55年）には北九州線1000形3編成を改造した3車体連接車2編成（2006ACB・2007ACB）を増備し、計7編成となった。
中間車は北九州線に存在していた1000形3車体連接車と違い、車体長が長く扉があるため、重量が増している。このため電動機を55キロワットのものに交換している。
3車体連接化改造時より西鉄天神大牟田線2000形のような黄色地に赤帯の塗装を施されており、「黄電（きなでん）」と呼ばれている。また、2001 - 2005は竣工当初は前照灯が窓下1灯のままであったが、2006・2007登場時に前照灯が尾灯と一体型のケースに収められて左右に配置された。
2006・2007は北九州線1000形の中でも福岡市内線1000形に近い形態をした最終グループ（1062AB - 1064AB）を改造したため、前面中央窓1枚・大型方向幕という種車時代の特徴を色濃く残している。
編成の向きは、1977年（昭和52年）の最初の編成の改造導入時から、筑豊直方側をA車とする向きである。1985年（昭和60年）の西鉄北九州線部分廃止以後、2車体連接車は筑豊電鉄所属車・西鉄所属車とも黒崎駅前・砂津側をA車とする向きとなった（のちに改造された3000形も同じ）ため、3車体連接車とは逆向きとなった。
大きな改造としては1984年（昭和59年）から1985年（昭和60年）にかけて冷房改造が行われたほか、1990年（平成2年）から1998年（平成10年）にかけて更新工事が実施され、窓が従来の上段Hゴム支持固定・下段上昇式（いわゆるバス窓）から上段下降・下段上昇式のアルミサッシのユニット窓に交換されるとともに、乗降口のステップを改造して床面との間の段差を380ミリメートルから290ミリメートルに縮めている。2004年（平成16年）にはATS取り付け工事が行われ、「2003A-1」のようにハイフンの付いた番号になった（完了後は元に戻されている）。また、後述の塗り替えとほぼ同時、または先行する形で2001 - 2005の前面中央窓のワイパーを窓下に移設、同時に前面窓も上方に移動したため2006・2007と同じスタイルとなった。これにより2001 - 2005と2006・2007の相違点は方向幕のみとなった。また2015年（平成27年）春のnimoca導入などにあわせて、順次改造工事が施し、以下のように車内の設備を更新した。
- 音声合成装置による自動放送の導入（2015年3月より英語放送開始）
- 自動両替機付運賃箱、ICカードリーダーの設置
- 車内に整理券発行機を設置
- 運賃表を幕式から液晶式に更新、従来の次駅案内装置の撤去
- 運転士の車内放送用ヘッドセットマイク設置

なお冷房改造時より全ての編成にブラウン管テレビが設置されたが、2003年（平成15年）頃に4編成が液晶テレビに交換され、残りの3編成はテレビが撤去された。現在はすべて3000形に移設し撤去している。テレビでは、初期の頃はNHKの地上波放送を流していた。1990年代は福岡ダイエーホークスのプロ野球中継が始まると、チャンネルを変えることもあった。その後、ビデオによる次駅案内や沿線企業のCMなどが流されるようになった。末期にはビデオテープからDVDに変更された。
2007年度（平成19年度）から2008年度（平成20年度）にかけて、「レインボー電車」と称して7編成全車をそれぞれ虹を構成する7色（紫・藍・青・緑・黄・橙・赤）に塗り替える計画が発表された。その第1弾は2001編成の「紫」で、2007年（平成19年）10月28日から運用を開始した。なお、レインボー電車となった編成には前面左下に「Nishitetsu Group」のロゴが、ドア横にレインボー電車の概要ステッカーが施されている。2008年度（平成20年度）末に完了とされていたが、映画「おっぱいバレー」の撮影に使用された2004編成は、この編成のみの特別日程が組まれ、塗り替えをせずに運行されていた。2009年（平成21年）12月4日、最後まで残っていた2004編成も緑色に塗り替えられて営業運転を開始。これをもって黄電カラーは消滅した。
本形式の特徴として、他の元西鉄車同様に警音器として空気笛の他にフートゴングが併設されている点がある。また中間車に車掌台を設けている点がある。ラッシュ時を中心に混雑する同線において乗降時間の短縮のためラッシュ時には「中部車掌」が乗務する運転士1名、車掌2名乗務の運行を行っていた。本来は中間車のドアは乗車専用であるが、中部車掌乗務時には中間車でも降車できるようになっていた。車掌2名乗務時には後部車掌は後部車両のドア操作のみを行い、中部車掌が中間車と先頭車後ろのドア操作を行う。発車時は中部車掌から後部車掌に合図用の電子ブザーが鳴らされ、その後後部車掌から運転士に電鈴合図を送っていた。中部車掌は合理化により順次縮小され、2003年（平成15年）11月には午後の中部車掌が廃止、そして2008年（平成20年）2月には朝のラッシュ時における中部車掌も廃止された。代替として黒崎駅前駅に集札係員を配置し、引き続き黒崎駅前駅に関しては降車時間の短縮を図っている。2015年（平成27年）4月より3000形・5000形はワンマン運転が開始されたが、本形式はワンマン運転対応化改造は行われなかった。

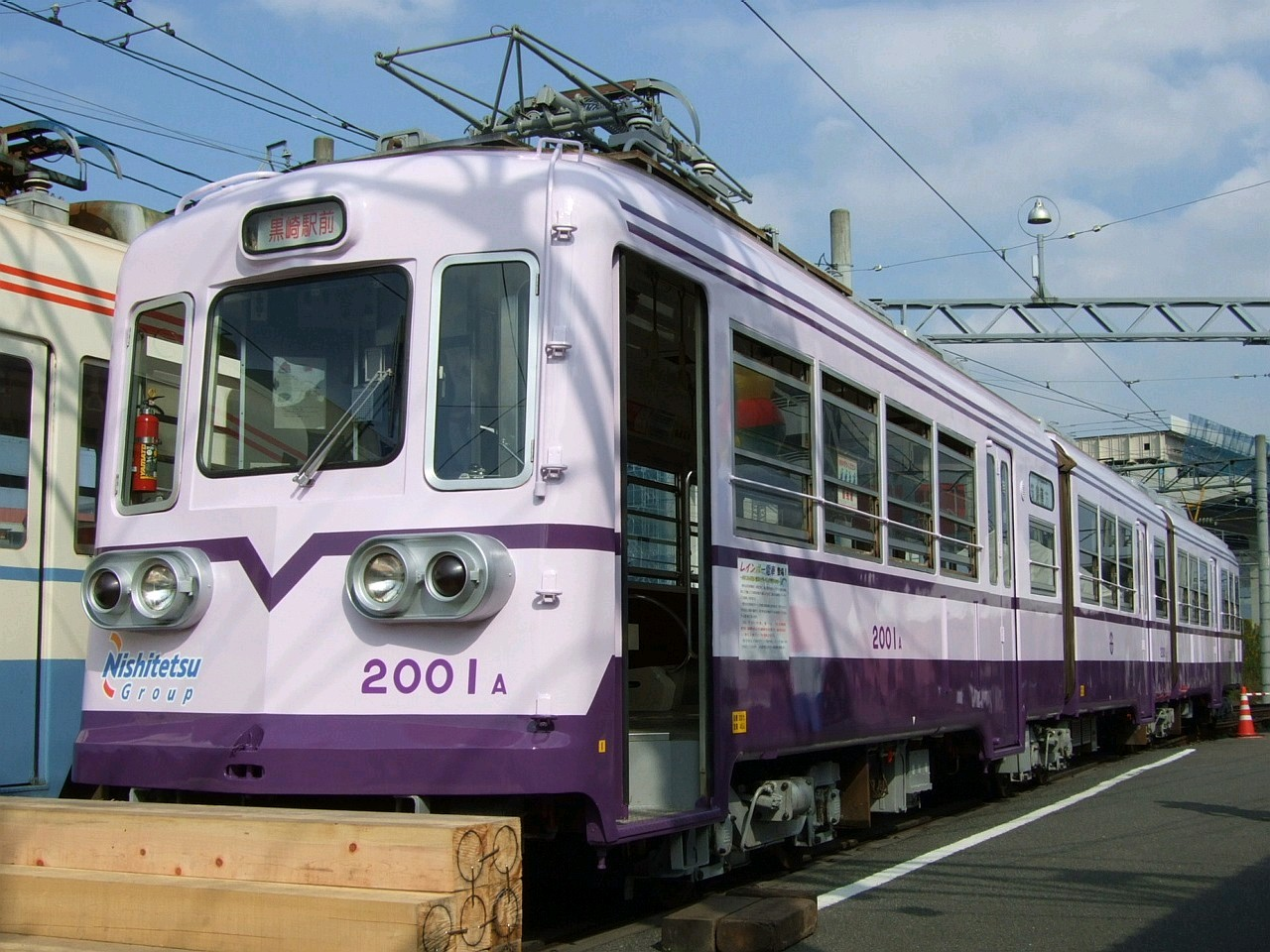
2001編成「紫」
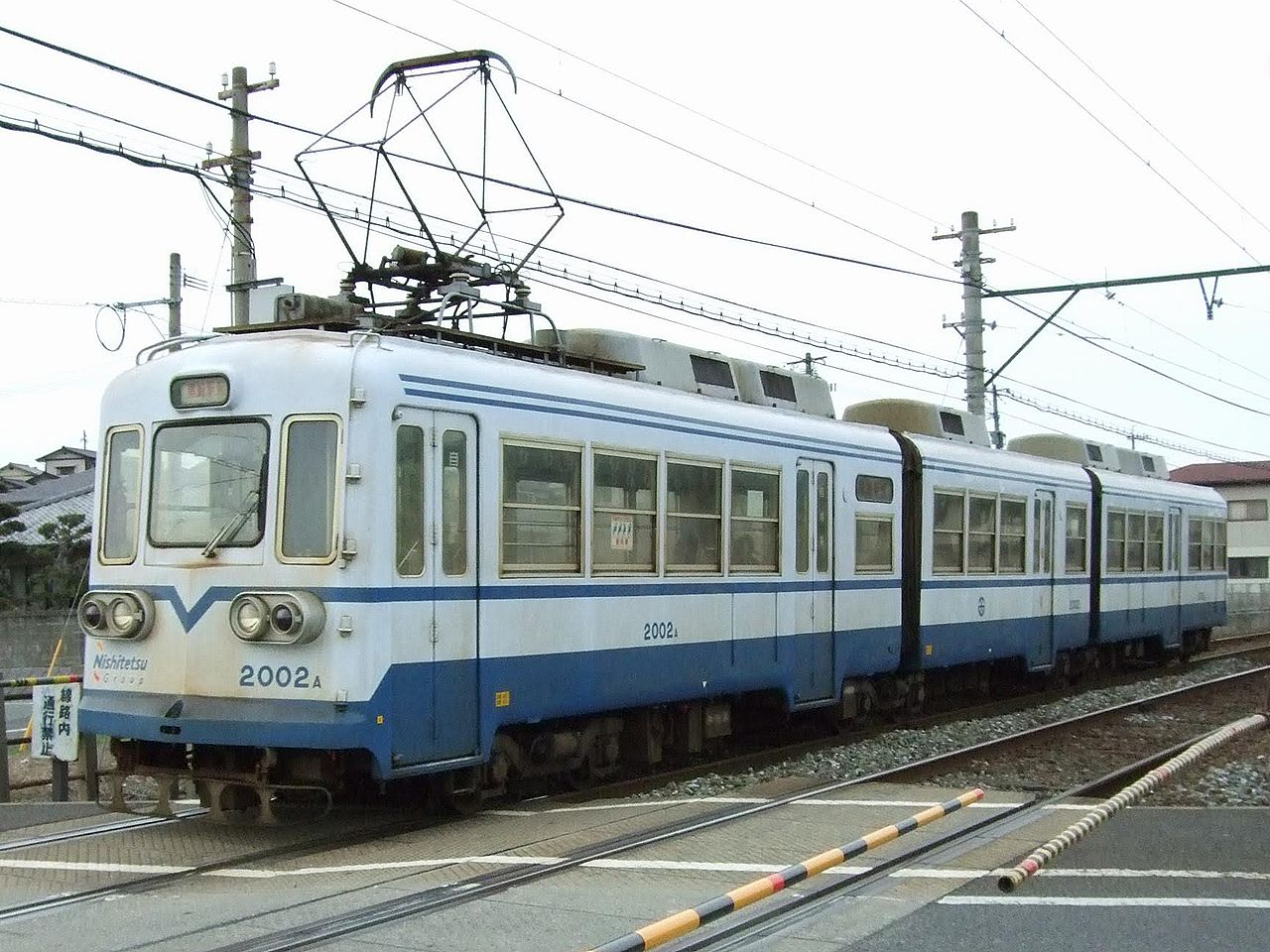
2002編成「藍」
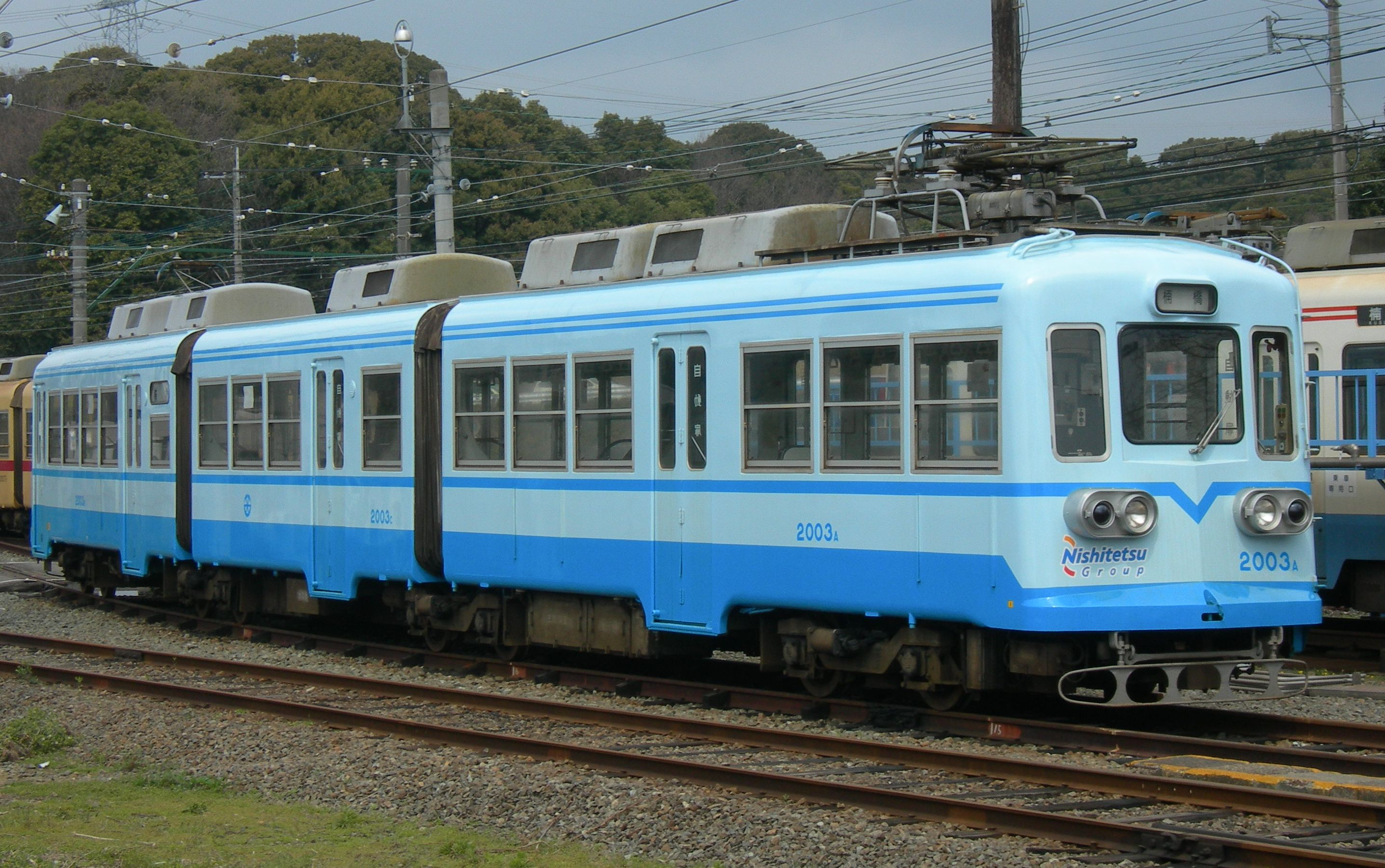
2003編成「青」
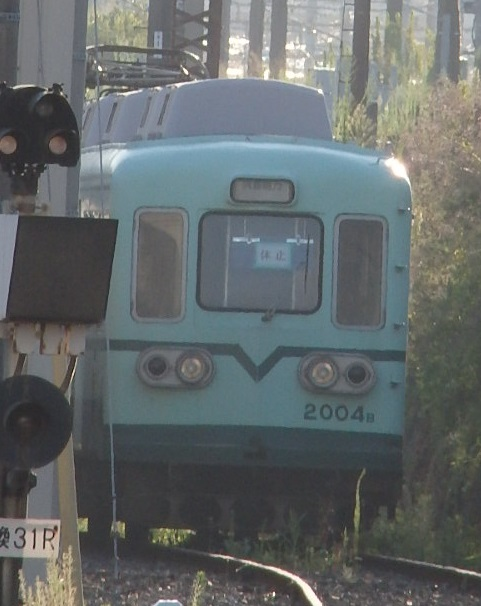
2004編成「緑」
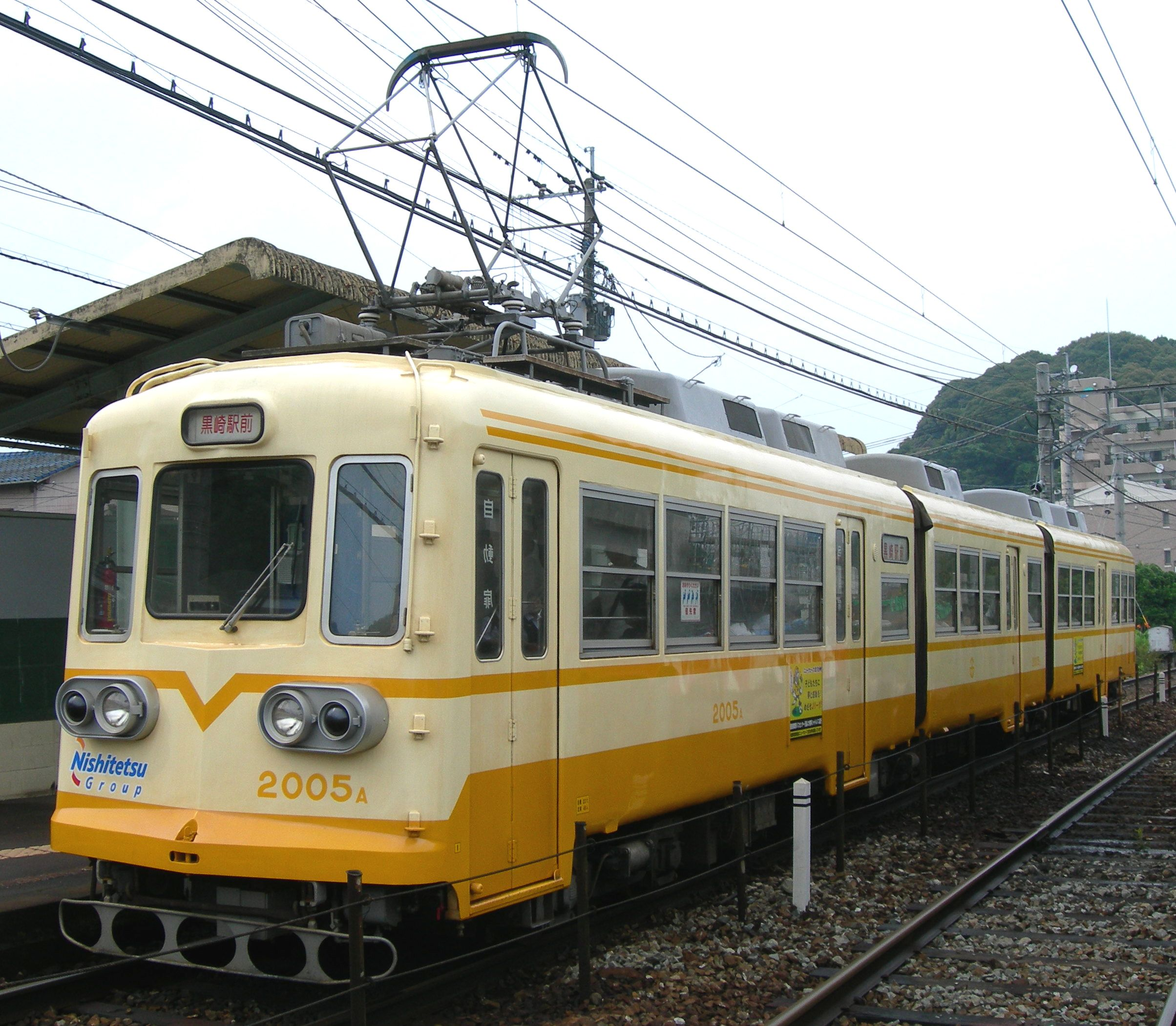
2005編成「黄」
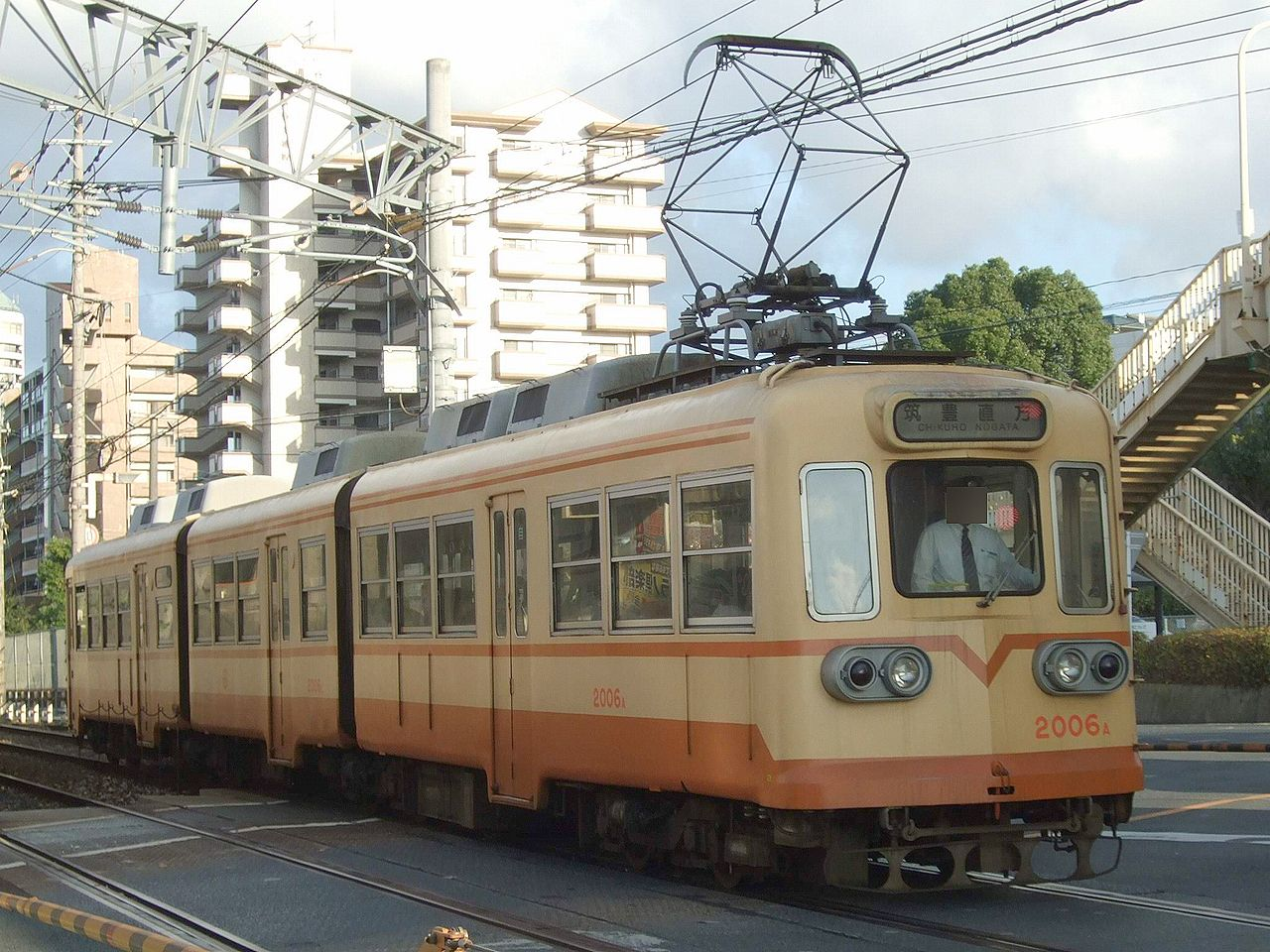
2006編成「橙」
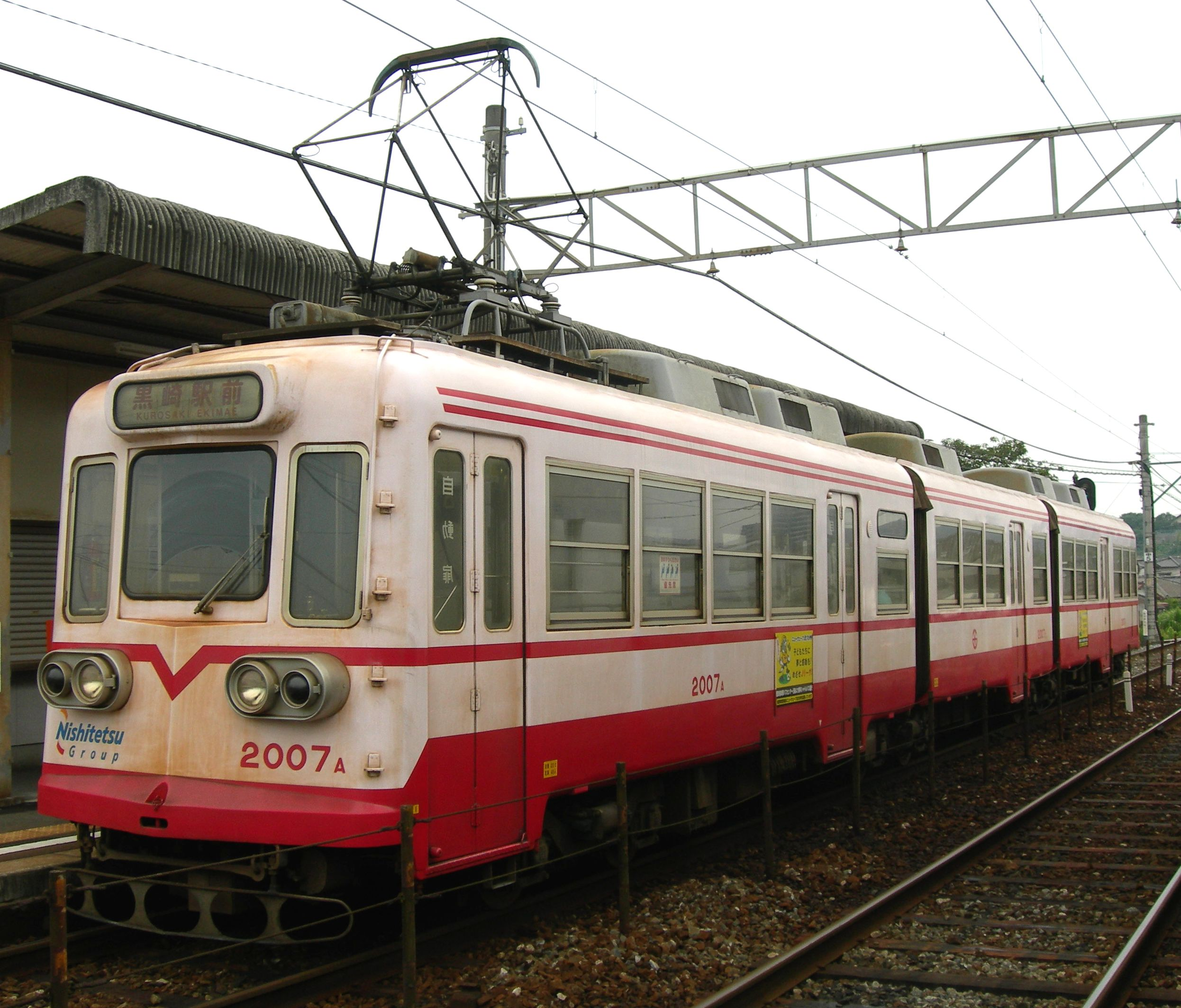
2007編成「赤」

### 廃車
2012年（平成24年）3月のダイヤ改正により運用削減のため余剰を生じたことや減便、5000形の投入により、2013年（平成25年）に2001編成が廃車となったのを皮切りに順次廃車となり、2018年（平成30年）3月ダイヤ改正では平日の通勤ラッシュの時間帯に2往復のみの運転となり、残存車も、稼働している2003編成のほか休車中の2002編成のみとなっていた。
2003編成は2018年（平成30年）8月6日から11月12日まで長期検査と延命措置が実施され、A車正面と下り線側面が筑鉄開業当時の西鉄車両の標準塗装であった西鉄マルーンとベージュのツートンカラーに、B車正面と上り線側面が3両連接化当初の「黄電（きなでん）」塗装に変更された。
2022年（令和4年）には休車状態だった2002編成が愛好者に譲渡され、同年11月7日には2003編成のラストランとなる臨時列車（通常運賃のみで自由に乗降可）が楠橋14:13→筑豊直方14:22、筑豊直方14:50→黒崎駅前15:24のダイヤで運行され、これを以って全ての運用が終了した。

2023年（令和5年）4月13日には2003編成がＮＰＯ法人「汽車倶楽部」に譲渡するために搬出され、また愛好者に譲渡された2002編成は北九州線車両保存会の協力の下、同会が所有する保存車両ヤード福岡に移設の上静態保存されている。

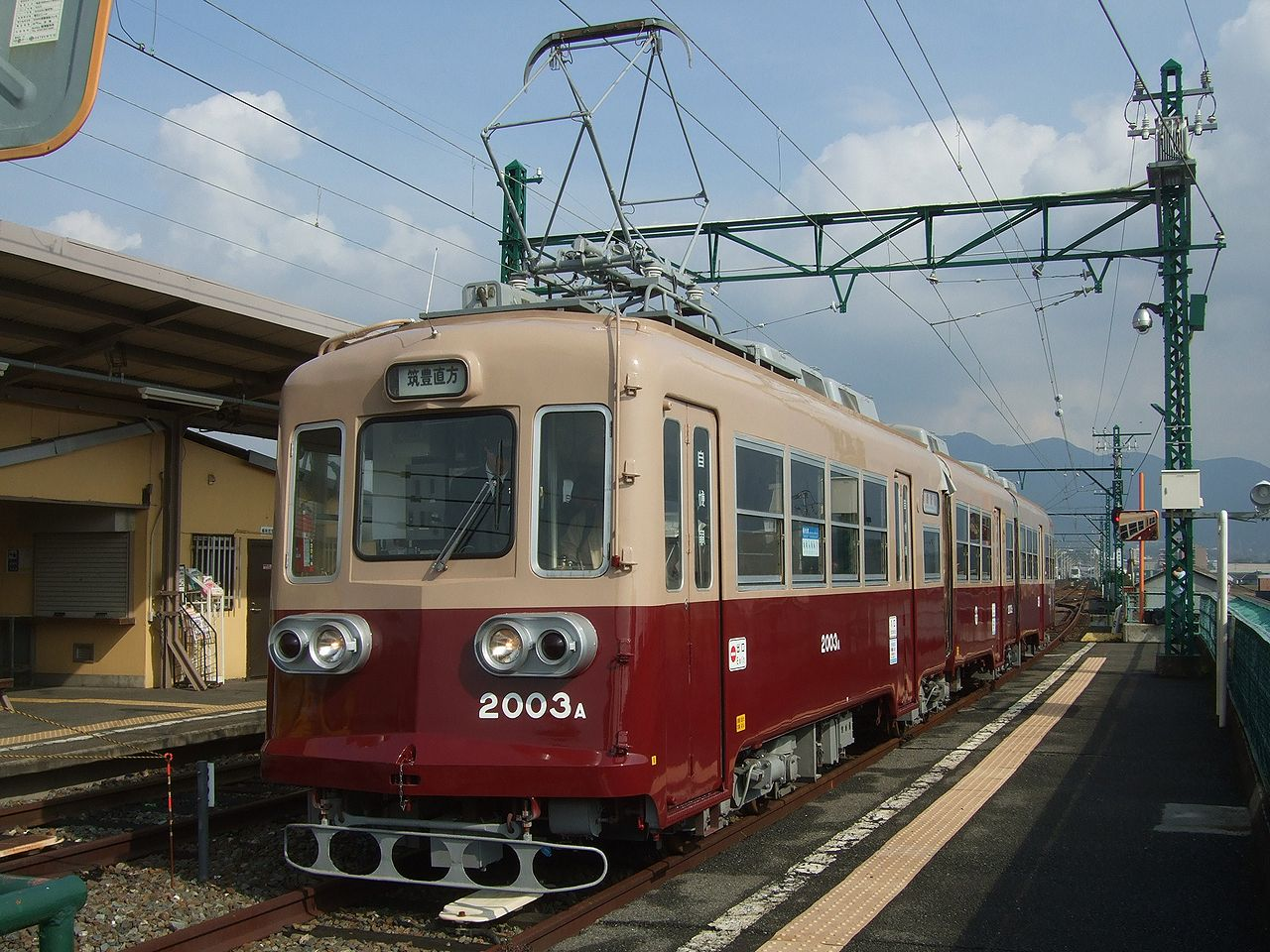
2003編成復刻塗装（西鉄マルーン&ベージュ）
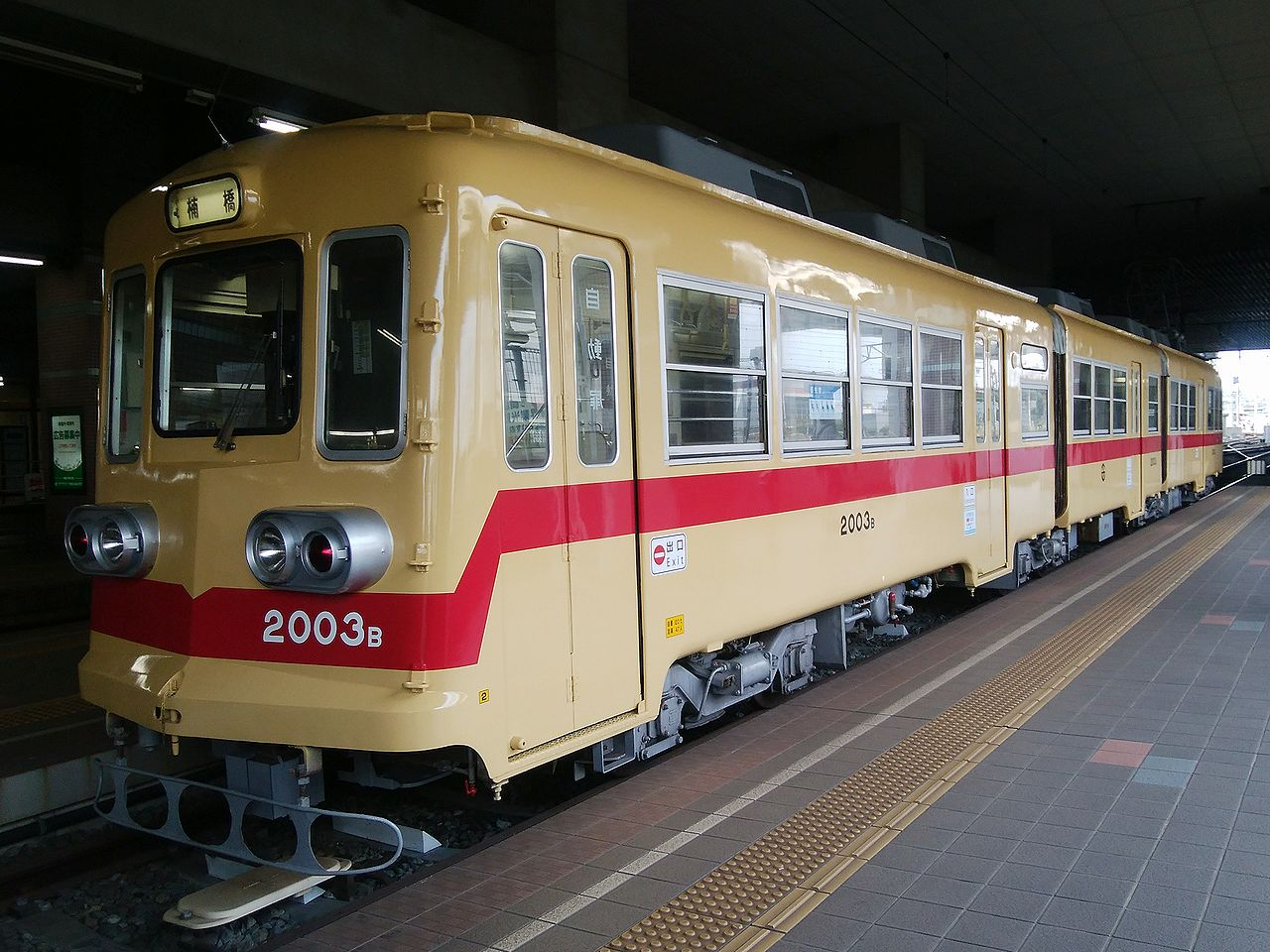
2003編成復刻塗装（黄電）

2000形各車両の現況は下記の通りである。
| 編成形式 | 現況 | 実施日         |
| -------- | ---- | -------------- |
| 2001ACB  | 廃車 | 2013年3月31日  |
| 2002ACB  | 譲渡 | 2022年10月19日 |
| 2003ACB  | 譲渡 | 2022年11月7日  |
| 2004ACB  | 廃車 | 2017年1月10日  |
| 2005ACB  | 廃車 | 2015年2月4日   |
| 2006ACB  | 廃車 | 2018年3月16日  |
| 2007ACB  | 廃車 | 2015年10月1日  |

### 改造前の番号
1. A・B車が福岡市内線1300形、C車が北九州線1000形
  - 2001ACB（1301A - 1043A - 1301B）
  - 2002ACB（1302A - 1043B - 1302B）
  - 2003ACB（1303A - 1044A - 1303B）
  - 2004ACB（1304A - 1044B - 1304B）
2. A・B車が福岡市内線1200形、C車が福岡市内線1000形
  - 2005ACB（1205A - 1013A - 1205B）　※1013は過去に北九州線で運用されていたことがある。
3. A～C車ともに北九州線1000形
  - 2006ACB（1062A - 1063B - 1062B）
  - 2007ACB（1064A - 1063A - 1064B）

※カッコ内は改造前の番号

### 主要諸元
- 製造初年：1957年（昭和32年）
- 全長：25300 mm
- 全幅：2400 mm
- 全高：3940 mm
- 自重：31.3 t
- 車体構造：全金属製
- 定員（着席）：132（62）人
- 出力・駆動方式：55 kW、ツリカケ式

## 2車体連接車

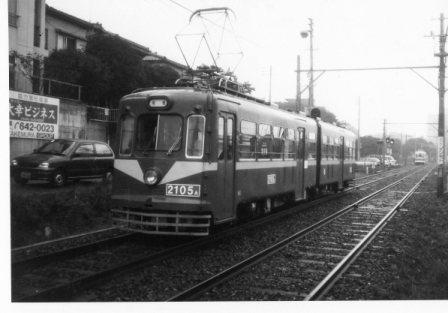
2105編成（2000年、熊西駅付近にて撮影）

2車体連接車は2101 - 2118の18編成が在籍していた。各編成ともA車・B車に分かれており、A車にパンタグラフを装備していたが、3車体連接車と異なり、A車が黒崎駅前側、B車が筑豊直方側となっていた。
西鉄北九州線の輸送力調整により余剰となった1000形を譲受したもので、ほぼ無改造のまま使用された。1985年（昭和60年）に譲受した15編成は当初は元の番号のまま使用されていたが、1987年（昭和62年）3月に3編成を追加譲受したのとほぼ同時に改番され（元のナンバーの上からプレートをかぶせていたが、後にペンキ塗りのナンバーになった）、2100番台を名乗る。改造車である3両連接車と区別する意味で2100形と呼ばれることもあった。
塗装は北九州線時代の赤色地にクリーム色帯のままで、「赤電」と呼ばれていた。西鉄時代には冷房・暖房とも設置されていなかった。2114 - 2118を除き譲受時に暖房が設置されたが、最後まで冷房改造はされなかった。
18編成が在籍していたが、1988年（昭和63年）から1996年（平成8年）にかけて2110 - 2118の9編成が3000形に台車や機器を転用し廃車となり、2101 - 2109も1995年（平成7年）以降、ダイヤ合理化により順次廃車が進められた。最後は2103編成のみが残り「使用休止中」の札が貼られて黒崎車庫に留置状態だったが、2006年（平成18年）6月に超低床電池駆動路面電車（SWIMO）開発計画の試験車両として川崎重工業に譲渡された。このため、2100形は形式消滅となった。
2101 - 2103は1988年（昭和63年）から1989年（昭和64年・平成元年）にかけ、3車体連接車と同じように窓をユニット窓に改造する工事が実施されていた。このうち試作車として最初に改造された2102は前面両側の窓までアルミサッシのユニット窓に交換されて異彩を放っていた。

### 主要諸元
- 製造初年：1954年（昭和29年）
- 全長：18400 mm
- 全幅：2400 mm
- 全高：3940 mm
- 自重：22.2 t
- 車体構造：全金属製
- 定員（着席）：96（46）人
- 出力・駆動方式：45 kW、ツリカケ式

### 改造前の番号
1021・1022・1031 - 1035・1046 - 1051・1058 - 1061・1036→2101 - 2118（A・Bの記号は改造前後とも同一）